# Samtgemeinde Bad Grund (Harz)

Lage der ehemaligen Samtgemeinde im ehemaligen Landkreis Osterode am Harz

Die Samtgemeinde Bad Grund (Harz) war eine Samtgemeinde im damaligen niedersächsischen Landkreis Osterode am Harz. In ihr hatten sich fünf Gemeinden zur Erledigung ihrer Verwaltungsgeschäfte zusammengeschlossen.

## Geographie

### Lage
Nördlich der Samtgemeinde befand sich die Stadt Seesen (Landkreis Goslar), nordöstlich die Bergstadt Wildemann (Landkreis Goslar), südlich die Stadt Osterode am Harz (Landkreis Osterode am Harz) und westlich die Gemeinde Kalefeld (Landkreis Northeim).

### Samtgemeindegliederung
- Bergstadt Bad Grund (Harz) mit Laubhütte und Taubenborn
- Badenhausen mit Neuhütte und Oberhütte
- Eisdorf mit dem Ortsteil Willensen
- Gittelde (Flecken) mit Teichhütte
- Windhausen

## Geschichte

### Eingemeindungen
Die Mitgliedsgemeinden bildeten am 1. Juli 1972 durch das Harzgesetz die Samtgemeinde Bad Grund. Gleichzeitig wurden die Gemeinden vom aufgelösten Landkreis Gandersheim dem Landkreis Osterode am Harz zugeordnet.
Am 1. März 2013 trat das Gesetz über die Neubildung der Gemeinde Bad Grund (Harz), Landkreis Osterode am Harz vom 18. Juli 2012 in Kraft. Die Samtgemeinde löste sich auf, die Gemeinde Bad Grund (Harz) ist die Rechtsnachfolgerin.

### Einwohnerentwicklung
| Jahr | Einwohner | Quelle |
| ---- | --------- | ------ |
| 1973 | 11.1970   | [ 3 ]  |
| 1975 | 10.999 ¹  | [ 4 ]  |
| 1980 | 10.549 ¹  | [ 4 ]  |
| 1985 | 10.308 ¹  | [ 4 ]  |
| 1990 | 10.360 ¹  | [ 4 ]  |
| 1995 | 10.341 ¹  | [ 4 ]  |
| 2000 | 09.780 ¹  | [ 4 ]  |
| 2005 | 09.496 ¹  | [ 4 ]  |
| 2010 | 08.904 ¹  | [ 4 ]  |
| 2012 | 08.851 ¹  | [ 5 ]  |

¹ jeweils zum 31. Dezember
|  |

## Politik

### Samtgemeinderat
Der letzte Samtgemeinderat bestand aus 22 Ratsmitgliedern. Dies ist die festgelegte Anzahl für eine Samtgemeinde mit einer Einwohnerzahl zwischen 8001 und 9000 Einwohnern. Die Ratsmitglieder wurden durch eine Kommunalwahl für jeweils fünf Jahre gewählt. Die Amtszeit begann am 1. November 2011 und endete am 28. Februar 2013 mit der Auflösung der Samtgemeinde Bad Grund.
Stimm- und Sitzberechtigt im Gemeinderat war außerdem der hauptamtliche Samtgemeindebürgermeister.
Die letzte Kommunalwahl am 11. September 2011 ergab das folgende Ergebnis:
- SPD: 12 Sitze
- CDU: 5 Sitze
- Grüne: 2 Sitze
- Freie Wählergemeinschaft Samtgemeinde Bad Grund: 2 Sitze
- Linke: 1 Sitz
- Parteilose: 1 Sitz

### Samtgemeindebürgermeister
Letzter hauptamtlicher Samtgemeindebürgermeister war Harald Dietzmann (parteilos).